# Monsters of Drumstep Vol. 2
Monsters of Drumstep Vol. 2 – drugie wydawnictwo z serii Monsters amerykańskiego producenta muzycznego Figure'a, wydane 18 października 2011 roku przez DOOM MUSIC.

## Lista utworów
1. "Boogie Man" - 3:44
2. "Leather Face" - 4:00
3. "The Werewolf" (VIP Edit) - 3:36
4. "The Mummy" (Figure and Gangsta Fun) - 3:18
5. "Mr. Hyde" - 4:10
6. "The Monster's Revenge" - 3:46
7. "Werewolf" (The Killabits Remix) - 3:50
8. "Boogie Man" (Oblivion Remix) - 5:36
9. "Leather Face" (Captain Panic! Remix) - 4:34
10. "The Mummy" (VIP Edit) (feat. Gangsta Fun) - 4:01